# 静物摄影
静物摄影（Still life photography）是拍摄无生命主题的一种摄影类型，通常是一小组对象。它是摄影对静物艺术风格的应用。一个例子是食品摄影。
与其他摄影类型相比，这种类型给了摄影师更多余地来安排一个作品中设计元素在構圖中的摆放，例如横版或纵版摄影。光照和框架是静物摄影作品的重要组成部分。

## 着名的静物摄影师
- Irving Penn（英语：Irving Penn）
- 爱德华·韦斯顿
- Hiro (photographer)（英语：Hiro (photographer)）
- Paul Outerbridge（英语：Paul Outerbridge）
- Paul Strand（英语：Paul Strand）
- 安德烈·柯特茲
- Albert Renger-Patzsch（英语：Albert Renger-Patzsch）
- Josef Sudek（英语：Josef Sudek）
- Jan Groover（英语：Jan Groover）
- Sharon Core（英语：Sharon Core）
- Martin Parr（英语：Martin Parr）
- 羅伯特·梅普爾索普
- Daniel Gordon（英语：Daniel Gordon）

## 靜物攝影圖集

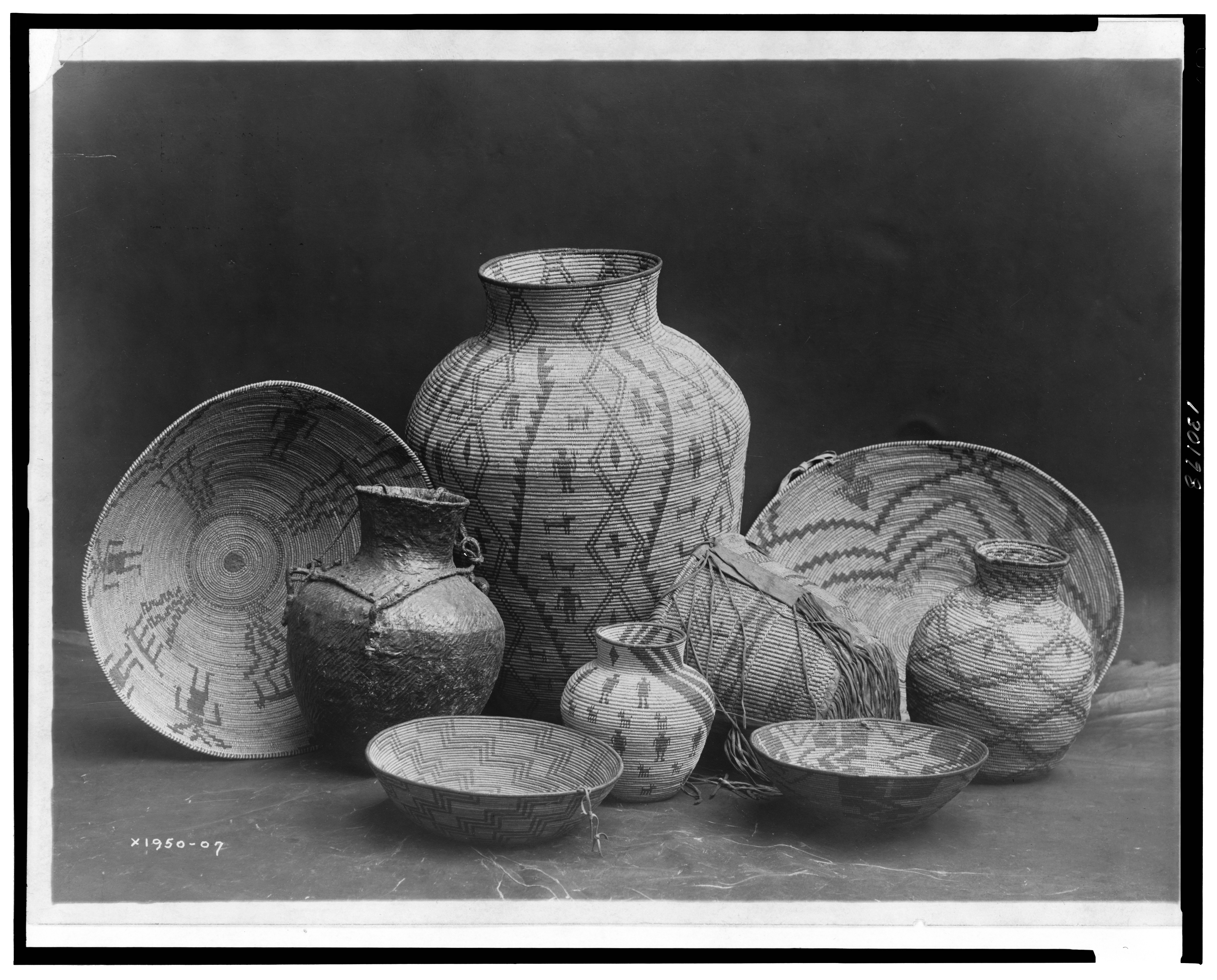
碟與瓷器
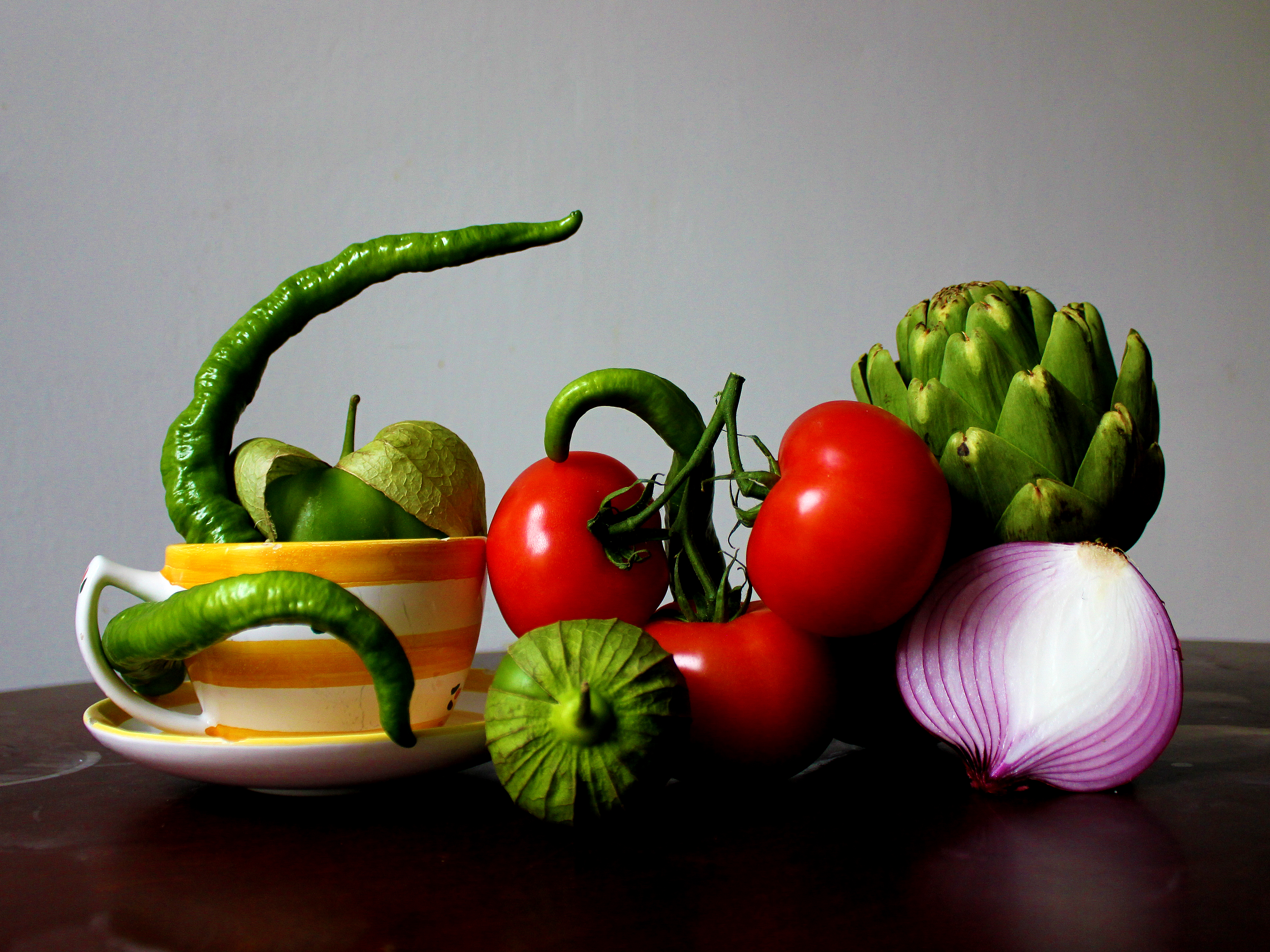
蔬果
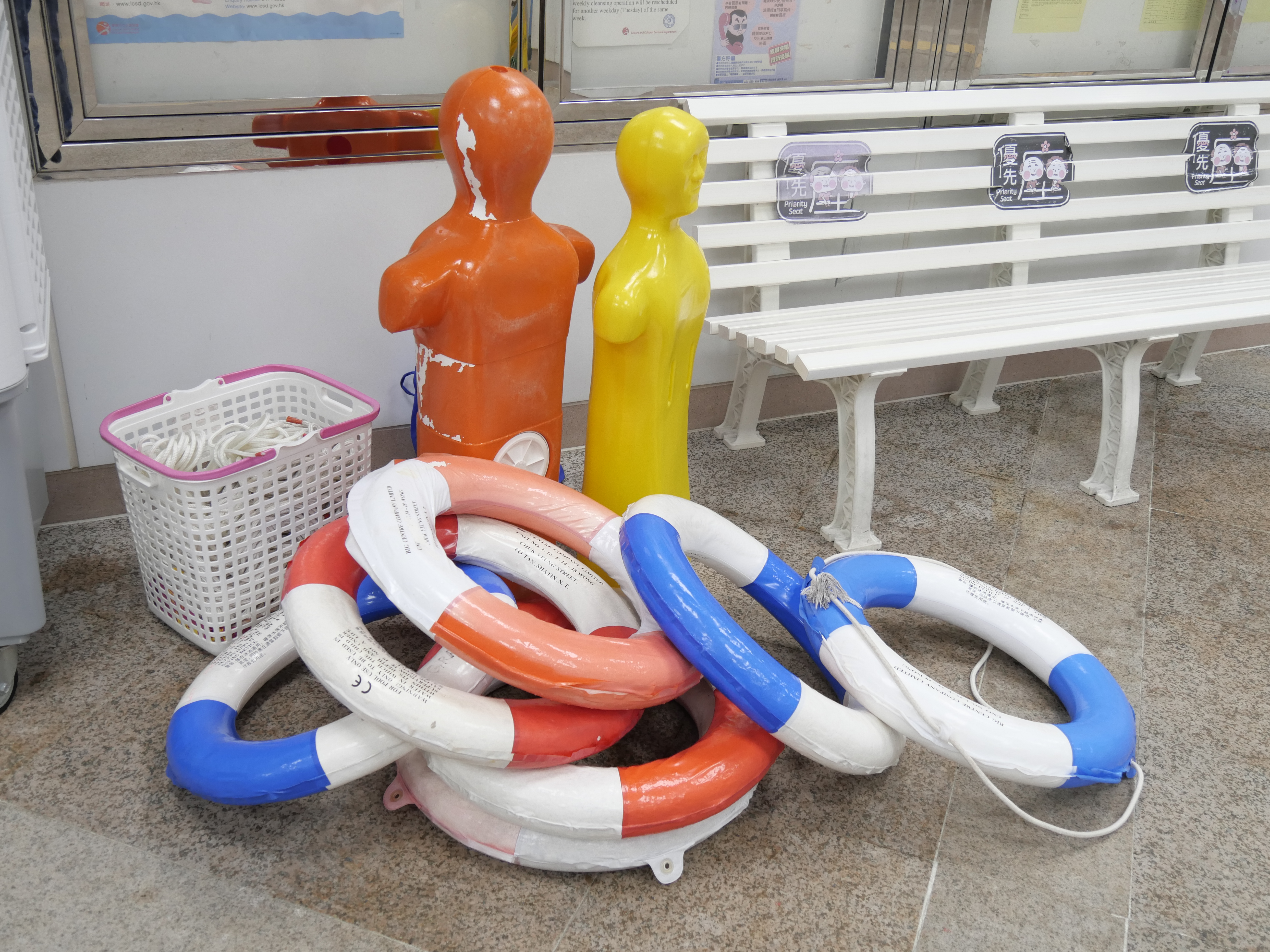
救生課程用品